# ناوچه سبک ساراگوسا
ناوچه سبک ساراگوسا (به انگلیسی: Mexican corvette Zaragoza) یک کشتی بود که طول آن ۲۱۳ فوت (۶۵ متر) بود. این کشتی در سال ۱۸۹۱ ساخته شد.